# Autographa yminus
Autographa yminus là một loài bướm đêm trong họ Noctuidae.